# Mubarak Shannan Zayid
Mubarak Shannan Zayid Al-Harrasi (* 14. April 1995) ist ein katarischer Tennisspieler.

## Karriere
Zayid spielte bislang ausschließlich auf der ITF Future Tour.
Seinen bislang einzigen Auftritt außerhalb dieser Tour hatte er im Doppel und im Einzel 2016 in Doha bei den Qatar ExxonMobil Open, an denen er nur durch Wildcard teilnehmen konnte. Bei diesem Debüt auf der ATP World Tour verlor er im Einzel gegen Jérémy Chardy 1:6, 1:6 und mit Mousa Shanan Zayed als Partner ebenfalls 1:6, 1:6 im Doppel. Mousa ist sein älterer Bruder.
Seit 2011 spielt Zayid regelmäßig für die katarische Davis-Cup-Mannschaft, in der er eine Bilanz von 15:8 vorzuweisen hat.